# Дивљи свет Кине
Дивљи свет Кине са високом биолошком разноликости и бројности животиња и васкуларних биљака сврстава ову земљу у једну од 17 земаља света  по бројности врста (преко 34.687 врста животиња и васкуларних биљака), и трећом земљом са највећом биолошком разноликошћу на свету, одмах иза Бразила и Колумбије. Кина према једној статистици има 7.516 врста кичмењака, укључујући 4.936 риба, 1.269 птица, 562 сисара, 403 гмизавца и 346 водоземаца.  По броју врста, Кина се налази на трећем месту на свету по броју сисара,  на осмом месту по броју птица,  на седмом по броју гмизаваца. и на седмом по броју  водоземцима.
Многе врсте животиња су ендемске за Кину, укључујући најпознатију врсту дивљих животиња у земљи, џиновску панду. Све у свему, око једне шестине врста сисара и две трећине врста водоземаца у Кини су ендеми земље.
Дивљи свет у Кини дели станиште и подноси акутни притисак највеће светске популације људи. Најмање 840 врста је угрожено, рањиво или у опасности од локалног изумирања у Кини, углавном због људских активности као што су уништавање станишта, загађење и лов за храну, крзно и састојке за традиционалну кинеску медицину. Угрожени дивљи свет заштићен је законом, а од 2005. године Кина је основала преко 2.349 резервата природе, који покривају  укупну површину од 149,95 милиона хектара (578.960 квадратних миља), око 15% укупне површине Кине. У овим кинеским резерватима природе заштићено је 88%  кинеских копнених екосистема, 87% популације дивљих животиња, 65%  виших биљних заједница, готово 20% природних шума, 50% језера и мочвара, главних станишта више од 300 драгоцених и угрожених дивљих животињских врста и главних подручја се преко 130 драгоцених врста дрвећа.

## Географске одлике
Географски позиционирана између две главне екозоне на земљи: Палеарктичке и Индомалајске,  Кина поседује в велику тополошку и климатску разноликост рељефа. То је у Кини створило широк спектар природних врста вегетације, и на тој основи с једне стране омогућили да се кроз еволуцију развије велика разноликост животињског света, а са друге стране омогућило је  појединим врстама животињама да преживе Мзадразлику од оних које су у ругдимиделовимс света зумрле.
Дивљи свет у Кини дели станиште и подноси акутни притисак највеће светске популације Хомо сапијенса. Најмање 840 животињских врста је у Кини угрожено, рањиво или у опасности од локално истребљења, углавном због људске делатности као што су уништавања природних станишта, загађење и криволов због исхране, крзна и састојака за традиционалну кинеску медицину. Угрожени дивљи свет је заштићен законом, а од 2005. године земља има преко 2.349 природних резервата, који покривају укупну површину од 149,95 милиона хектара, 15% укупне копнене површине Кине. Потврђено је да је кинески риечни делфин изумро 12. децембра 2006. године.
На разноликости и мешање тропских и умерених биљака у Кини доприносе следећи географски фактори:
- утицај непремостивих топографских баријера, попут великих делова пустиње, између тропског, умереног и субалпског појаса;
- системи ветра који се смењују зими и лети;
- честа појава циклона.

## Карактеристике фауне Кине
Кина према једној статистици има 7.516 врста кичмењака, укључујући 4.936 врста риба, 1.269 врста птица, 562 врста сисара, 403 врста гмизавца и 346 водоземаца.   Кина је дом за најмање 562 врста сисара (трећа по бројности у свету), 1.269 врста птица (осма), 424 врсте гмизаваца (седма) и 346 врсте водоземаца (седма).
Богатство вегетационих типова и разноликост рељефа омогућили су да се развије велика разноликост животињског света и омогућили су животињама да преживе тамо које су другде изумрле. Многе врсте животиња су ендемске за Кину, укључујући најпознатију врсту дивљих животиња у земљи, џиновску панду. Све у свему, око једне шестине врста сисара и две трећине врста водоземаца у Кини су ендеми земље.

## Сисари

### Примати
У Кини живи 21 врста примата, укључујући гибоне, макакије, виткостаси и сакати мајмуни, Хануманови лангури, Rhinopithecus roxellana и Лорије (полумајмуне). Већина кинеских врста примата је угрожена. Мајмуни, посебно гибони и макаки, вековима су присутни у кинеској култури, народној религији, уметности и литератури. Мајмун је једна од 12 животиња кинеског зодијака.
Једини мајмуни пореклом из Кине су гибони. Гибони су становници дрвећа и користе се дугим рукама да би се заљуљали са грана. Гибони се могу препознати по гласним позивима, а парови који се паре често певају заједно у дуету.
Хаинански црни гребенасти гибон је међу најређим и најугроженијим мајмунима. На острву Хаинан,  у националном резервату природе Баванглинг остало је мање од 30 јединки.
Као и многи други гибони, и мушки  Хануманови лангури, имају црну боју, док су женке златно смеђе.
Источни црни крестасти гибон је готово једнако редак, са само 20-ак јединки у области Гуангси,  Процењује се да Аутономна областе Гуангси заједно са Хајнаном и суседним Вијетнамом има око 30 јединки.  Око 99% станишта овог мајмуна је до сада изгубљено.
- Део примата са простора Кине
- Western hoolock gibbons
- A female lar gibbon
- A female northern white-cheeked gibbon grooming a male
- Tibetan macaque
- Rhesus macaque
- An alpha male stump-tailed macaque eats as other members of his troop watches
- Formosan rock macaques
- Northern pig-tailed macaque
- Golden snub-nosed monkeys
- François' langurs
- Capped langur

### Звери
Звери  (лат. Carnivora, [Карнивора] — „месождери”) је ред плацентални сисара и монофилетска крунска група унутар кладуса Carnivoraformes. Звери су подељене на два подреда: мачколике звери (лат. Feliformia) и псолике звери (лат. Caniformia). Стручни назив за чланове овог реда сисара је карнивори, док се назив „месождер” (која се често користи за чланове ове групе) не мора односити на њих, већ на било који други организам који се храни месом.

#### Мачке
Велике кинеске врсте мачака укључују тигра, леопарда, снежног леопарда и облачног леопарда. Тигар је једна од 12 животиња кинеског зодијака и има истакнуто место у кинеској култури и историји. Тигрове кости се користе у традиционалној кинеској медицини, а тигрово крзно служи за украшавање. Животиња је рањива због криволова и губитка станишта. Четири популације тигра биле су пореклом из Кине. Сви су критично угрожени, заштићени и живе у резерватима природе.
Сибирски тигар се јавља на североистоку, дуж границе са Русијом и Северном Корејом.  Каспијски тигар је последњи пут виђен у сливу реке Манаси у Аутономној области Синкјанг 1960-их, где је ова популација сада изумрла.
Јужнокинески тигар је ендемска популација чије је станиште данас ограничено на планинске регије Јиангки, Јунан, Гуангдунг и Фуђен.
Познато да неколико индокинеских тигрова живи у Јунану, где је успостављено шест резервата природе за њихову заштиту.
- Део мачака Кине
- Amur leopards
- Snow leopard
- Clouded leopard
- Chinese mountain cat
- Pallas's cat
- Asian golden cat
- Leopard cat

#### Вук, дивљи пас и лисица
Породица паса  (лат. Canidae) има неколико чланова у Кини, укључујући сивог вука, Азијског дивљег пса, црвену лисицу, лисицу, тибетанску песковиту лисицу и ракуна. Сиви вук, највећи од паса, има две подврсте у Кини - евроазијског вука, који се налази широм Унутрашње Монголије и Хејлунђанга на северном ободу земље, и тибетанског вука, који живи на Тибетанској висоравни. Неки од најранијих паса можда су били припитомљени у источној Азији, а неколико кинеских раса паса, укључујући шар пеи и чау чау, међу најдревнијима су у погледу ДНК сличности са сивим вуком.
Азијски дивљи пас је уско повезан са шакалима и којотима и налази се широм Кине.
Црвена лисица, највећа врста лисица, може се наћи у свим деловима Кине, осим на северозападу. Лисица цорсац налази се на североистоку Кине, а тибетанска песковита лисица у Тибету, Ђинхају, Сечуану, Гансу и Јунану.
Пас ракун, један од ретких канида који се може пењати по дрвећу, пореклом је из источне и североисточне Кине.
Лисице (укључујући туђинску арктичку лисицу) и ракунске псе узгајају због крзна. На кинеским фармама 2004. узгајано је чак 1,5 милиона лисица и приближно исто толико ракунастих паса.  
- Део канина Кине
- Eurasian gray wolf
- Dhole
- Corsac fox
- Raccoon dog

#### Породица малих месождера
Породице малих месождера виверида и мунгоса заступљена је бројним врстама које живе у јужној Кини, укључујући:  Arctictis binturong, Viverra zibetha, Viverricula indica, Овстонова палмина цибетка, Paguma larvata, Азијска цибетка палмашица , Arctogalidia trivirgata, Herpestes urva и Мали индијски мунгос.
- Породица малих месождера Кине
- Arctictis binturong
- Viverra zibetha
- Arctogalidia trivirgata stigmatica
- Мали индијски мунгос

#### Панде, медведи
Џиновска панда, можда је једна је од најпознатија кинеска врста дивљих животиња, која живи у шест  планинских долина у области планина Min, Qionglai, Liang, Daxiangling, Xiaoxiangling and Qinling Mountains у горњем сливу реке Јангце, на територији 45 округа у провинцијама  Сичуан, Гансу и Шенси.
Само око 1.600 јединки панде живи у дивљини (80% у Сечуану), а око 300 у заточеништву у кинеским узгајалиштима и зоолошким вртовима. Угрожена је животиња - процењено је да је  преостало 2.000 панди од тога око 300  у заточеништву у Кини  размножава се 221 панда, од краја 2006. године. Број панда у дивљини је у порасту.
Упркос својој таксономској класификацији у ред месоједа или звери, џиновске панде се првобитно хране бамбусом ( око 25 врста бамбуса). С обзиром на то да различите врсте бамбуса у различито доба године цвета, панде морају имати на располагању у истом периоду године најмање две различите врсте како би избегле гладовање. Иако се првобитно хране бамбусом, зуби панде су задржали медвеђи облик, и појешће месо, рибу и јаја ако пронађу. Остала храна коју панде једу у зоолошким вртовима је мед и слатки кромпир или јем. Како је, њихов систем за варење исти као код других месоједа, панда не може да свари целулозу, и стога мора  јести бамбус у великим количинама како би обезбедили потребну енергију и хранљиве састојке. Панда просечно поједе од 9 до 14 килограма младица бамбуса сваког дана.
Њена црно-бела боја длаке пружа добар степен маскирања у густим шумама, мада одрасла животиња нема природних предатора.
Огромне панде је у начелу тешко узгајати; имају кратке периоде парења и рађају само једно или два младунца годишње. Џиновско младунче панде је сразмерно родитељима, било ког сисара из плаценте.
Џиновска панда се сматра националним благом Кине  и представља угрожену врсту заштићену државним законом. Од 1970-их, џиновске панде су даване или посуђиване страним зоолошким вртовима као гест дипломатске добре воље.
Подврсте панде
Две врсте панди се препознају на основу разлике у величини лобање и шарама на крзну.
Ailuropoda melanoleuca melanoleuca   — подврста коју сачињава највећи број постојеће популације панди. Пре свега се могу наћи у западној кинеској провинцији Сечуан, a њихово крзно је потпуно црно-бело.
Ailuropoda melanoleuca qinlingensis —  ограничена на подручја планине Квинлиг у провинцији Шанси, по којој је и добила име. Живи на висинама од 1300–3000 метара. Однос боја на крзну је замењен тамним и светлијим нијансама браон боје. Лобања ове подврсте је мања од лобање сечуанске панде и поседује веће кутњаке.
- Џиновска панда
- Тек рођена панда
- Младунче панде старо 7 месеци у Волонг резервату природе (Сечуан)
- Панде у провинцији Сечуан
- Скелет панде у музеју
- Панда једу бамбус

Остале најчешће врсте медведа у Кини укључују азијског црног и смеђег медведа који се налазе у већем делу земље. Подврсте смеђег медведа укључују хималајског смеђег медведа и тибетанског плавог медведа а на Тибету и усуријског смеђег медведа у Хеилонгјиангу. Сунчев медвед се налази у Јунану. Медведи, посебно црни медведи, такође се узгајају у заточеништву како би се од њих сакупила жуч која се користи у традиционалној кинеској медицини.
Црвена панда - која за разлику од џиновске панде није медвед  и више подсећа на ракуна - она је из засебне породице (Аилуридае) и налази се у Сечуану и Јунану.

#### Видра, јазавац, ласица, куна, вучјак
Највећа породица месоједих сисара припада видрама, јазавцима, ласицама, кунама и вучјацима, а све их има у Кини. Сви ови мустелиди су кратке, длакаве животиње са кратким, заобљеним ушима и густим крзном, али се знатно разликују по величини и станишту.
Самур врста куне, цењена је због свог финог крзна, које је заједно са жаменом и баршуном јелењег рога познато као „три блага Манџурије“. Самур се налази у Манџурији (званој и североисток) и Алтајском региону северног Ксињианга.
Куна белица западне Кине и жутогрла куна јужне Кине блиско су повезане са самуром.
Сибирска ласица, локално позната као „вук жутих пацова“, најчешћа је ласица у Кини. Налази се широм Кине и у Манџурији. Иако је позната по томе да краде живину од фармера, она помаже у контроли популације глодара. Длака са репа сибирске ласице користи се за израду четкице за мастило у традиционалној кинеској калиграфији.
Остале врсте ласица укључују Mustela kathiah  на северу, ласицу жутог трбуха и ласицу са пругама на југу и планинску ласицу на западу Кине.
Степски твор је већи од сибирске ласице и налази се широм северне Кине.
- Део највећа породице месоједих сисара у Кини
- Sable
- Beech marten
- Yellow-throated marten
- Siberian weasel
- Stoat (ermine)
- Mountain weasel
- Steppe polecat
- Least weasel

На кинеском, вучица се назива „самур медвед“ јер је већа од собола и мања од медведа и подсећа на обе животиње. Животиња живи у пећинама и јазбинама које не копа већ краде од других животиња попут медведа, лисица и степског мрмот.  Вукови су жестока створења која ће се борити против медведа и вукова за храну. Налазе се у ширем подручју Кхингана у Хеилонгјиангу и Унутрашњој Монголији и на планинама Алтаи на северу Ксињианга. Броје само око 200 јединки.
Европска видра се налази у већем делу Евроазије и Кине. На Тајвану је готово изумрла, мада су неке јединке пронађене на острву Кинмен, у близини обале Фујиан-а. 
- Део највећа породице месоједих сисара у Кини
- Wolverine
- European otter
- Oriental small-clawed otter
- Smooth-coated otter
- Chinese ferret-badger

Оријентална видра с малим канџама најмања је врста видре и живи у мочварама мангрова и слатководних вода на југу Кине и Тајвана.
Глатко обложена видра ограничена је на делове Јунана и Гуангдонга.
Попут сабора и крзно видре такође се користи за израду одеће. Сабле и волверине су заштићене врсте птве класе. Куне и видре су заштићене врсте друге класе.
Јазавци имају препознатљиве беле пруге на лицима са једном дугачком пругом која се протеже од носа до репа. Азијски јазавац налази се у целој Кини и на истоку Хималаје. Свињски јазавац има свињску њушку и има нешто мањи домет од азијског јазавца. Ферет-јазавци су најмањи јазавац и две врсте живе у Кини. Кинески јазавац-ферет налази се у већем делу јужне Кине јужно од реке Јангце и бурмански јазавац-феррет дуж Јунанове границе са Лаосом и Вијетнамом.

#### Дугонг
Дугонг (Dugong dugon) је морски сисар из реда Sirenia. који се у потпуности храни вегетацијом попут морске траве. Сродни су морским кравама на западној хемисфери и само су врсте сирениа које се налазе у азијским водама. У Кини, [254] дугонзи се налазе дуж обала аутономне регије Гуандуанг, где је 1992. године основан Национални резерват природе Хепу Дугонг, близу Беихаија.
На Тајвану се сматрају регионално изумрлима. Дугон је заштићена врста прве класе. Ловили су их због меса крајем педесетих и почетком шездесетих година током Великог скока. Дугонгима прети губитак станишта морске траве због обалног развоја. Неколико подручја и данас поседује изводљива станишта за дугонге, попут Донгча Атола и западних обала полуострва Хаинан и Леичоу, [257]  [258] Јединке  распоређени у заливу Beibu Gulf Economic Rim [76] и заливу Тонкин суочавају се са претњама прометним бродским линијама и загађењем вода.

#### Сурлаши
Азијски слонови су некада лутали великим делом Кине, али су сада ограничени на на југ провинције Јунана. Последњих година кинеска потражња за слоновачом довела је до наглог пораста криволова слонова широм света.  У време када се на десетине хиљада слонова широм Африке кољу да би се нахранио кинески апетит за слоновачу, испоставило се да је најбоље место за дивљег слона можда овде у тропским шумама на југозападу Кин, захваљујући строгом спровођењу закона о заштити слонова и смртној казни за ловокрадице и владиним програмима храњења, популација слонова. У Кини је од 1994. до 2014.  године број слонова  отприлике удвостручио на скоро 300 јединики.